# Musa Nasir
Nasir Musa (Birzeit, Palestina, abril de 1895 - Birzeit, 26 de agosto de 1971) fue un universitario, pedagogo y político palestino. Miembro del parlamento jordano y ministro de Transportes cuando Jordania gobernaba la actual Cisjordania, es conocido por haber creado el primer establecimiento universitario de Palestina, que se convirtió bajo el impulso de su hijo, Hanna Nasir, en la universidad de Birzeit.

## Biografía
Nació en el seno de una familia palestina cristiana del pueblo de Birzeit, cerca de Ramala. Cursó estudios segundarios en el instituto Bishop Gobat School de Jerusalén, y se graduó en Física en la Universidad Americana de El Cairo en 1914. Durante la Primera Guerra Mundial, sirvió como civil en los departamentos de comunicaciones, contabilidad y servicios sanitarios del ejército otomano. De vuelta a Palestina, fue oficial de distrito del Mandato británico de Palestina en varias ciudades, y en 1944 fue uno de los tres asistentes del Secretario General británico, puesto del que dimitió a los dos años en protesta por la política británica hacia la inmigración judía.
Pero la educación era su principal vocación. Había colaborado con su hermana Nabiha Nasir en crear un instituto de educación secundaria (Birzeit High School) en la escuela primaria que ella había fundado en 1924 en el pueblo familiar de Birzeit. El Birzeit High School fue para Nasir la ocasión de poner en práctica sus métodos educativos; creía en un sistema en el que se pudiesen acoplar alumnos brillantes, normales y lentos, y fomentó la educación de las chicas. Le preocupaba que los estudiantes palestinos no tuvieran acceso a estudios universitarios en la región, para formarse como ciudadanos capacitados para ejercer funciones públicas. Con este objetivo, en 1946 creó el núcleo de una escuela superior de administración pública en su propia casa, en la actual Jerusalén Oeste. Pero tuvo que cerrarla como consecuencia del éxodo (nakba) de los palestinos residentes en los territorios conquistados por Israel en 1948.
Nasir regresó a Birzeit donde habían afluido miles de refugiados de los pueblos de Ramla y Lydda, y llevó a cabo uno de los primeros censos de refugiados palestinos, que fue entregado al Comité Internacional de la Cruz Roja. En 1951, tras la muerte de su hermana, asumió la dirección del instituto de Birzeit.
Fue elegido como uno de los representantes palestinos en el parlamento jordano, para dos mandatos consecutivos. Fue nombrado ministro de Transportes del gobierno de Jordania, y como tal se encargó de las obras de construcción del aeropuerto de Qalandia, entre Ramala y Jerusalén. Como ministro palestino, participó en los intentos jordanos de firmar la paz con Israel. En calidad de representante de Jordania, habló en dos ocasiones ante la ONU, para defender la causa palestina y plantear el problema de los refugiados.
A finales de la década de 1950, el rey de Jordania le nombró jefe de la Comisión de Educación a fin de estudiar la posibilidad de crear una universidad jordana. Nasir recomendó que esta se fundara en Jerusalén, para reivindicar la capitalidad árabe de la ciudad, pero el gobierno jordano optó por establecerla en Amán en 1961. En 1962, se retiró de la política y se dedicó a convertir el instituto de Birzeit en el núcleo del primer centro universitario palestino. En 1967 el Birzeit College ya ofrecía un primer ciclo universitario en humanidades y ciencias, y en los años siguientes Musa Nasir, junto con su hijo Hanna, desarrolló de lo que sería unos años más tarde la Universidad de Birzeit.
Musa Nasir falleció el 26 de agosto de 1971 en Birzeit.